# Renate Habinger
Renate Habinger(Sankt Pölten, 11 de agosto de 1957 es una artista gráfica e ilustradora austriaca.
Estudió diseño gráfico en el Instituto Federal de Artes Gráficas y Diseño (1971-1975) y desde entonces ha trabajado como artista independiente. En 1997, fundó el taller "Schneiderhäusl" en Oberndorf an der Melk.